# Agente quelante

Combinación Metal-EDTA = Quelato

Un quelante (del griego χηλή, chēlē, «pinza»), o agente quelante (también, secuestrante o antagonista de metales pesados), es una sustancia que forma complejos con iones de metales pesados. A estos complejos se los conoce como quelatos, palabra que proviene de la palabra griega chele, que significa "garra".
Una de las aplicaciones de los quelantes es evitar la toxicidad de los metales pesados para los seres vivos.

## Importancia biomédica y agrícola
Los metales pesados no pueden ser metabolizados por el cuerpo humano y persisten en el organismo, donde ejercen sus efectos tóxicos cuando se combinan con uno o más grupos reactivos (ligandos) esenciales para las funciones fisiológicas normales. Los quelantes se diseñan para competir con los metales por los grupos reactivos fisiológicos, evitando o revirtiendo así sus efectos tóxicos e incrementando su excreción.
Los metales pesados, particularmente los que pertenecen a la serie de los metales de transición, pueden reaccionar con ligandos que contienen O, S y N, que en el organismo toman la forma de -OH, -COO-, OPO3H-. >C=O, -SH, -S-S-. El complejo metálico resultante, conocido también como compuesto de coordinación, está formado por un enlace coordinado en el cual ambos electrones son aportados por el ligando.
El interés biológico de los quelantes se originó a partir de los esfuerzos para controlar los restos de metales que contribuyen al deterioro de los alimentos.
La investigación toxicológica de algunos quelantes propuestos como aditivos alimentarios llevó a la observación de que la fuerte afinidad por los cationes calcio que caracteriza al ácido etilendiaminotetraacético (EDTA o AEDT) da por resultado una disminución de la concentración de calcio en suero. 
El mecanismo de quelación ha sido utilizado por los farmacólogos en el desarrollo de nuevos agentes terapéuticos para pruebas clínicas en una amplia gama de alteraciones patológicas en las que se requiere eliminar iones metálicos de los tejidos, o bien introducirlos en el organismo con propósitos metabólicos.
Se han utilizado quelatos de hierro en la terapia de anemias ferropénicas, quelatos de magnesio para el tratamiento de crisis hipertensivas y algunos complejos orgánicos de oro, como el tiomalato de oro y sodio en la terapia con oro para combatir la artritis reumatoide.

## Tipos de quelantes naturales
Muchas son las sustancias que actúan como quelantes, entre las que se encuentran la clorofila, el glutatión, varias enzimas y vitaminas.

## Quelatos
Los quelatos son complejos formados por la unión de un metal y un compuesto que contiene dos o más ligandos potenciales. El proceso de formación del quelato se conoce como quelatación o quelación. El producto de tal reacción es un anillo heterocíclico. Un quelante es un ligando polidentado que se coordina a un ion central por dos o más átomos dativos. Los anillos de 5 a 6 miembros poseen más estabilidad, por lo que se diseñan quelantes polidentados, es decir, multiligantes, para lograr complejos de alta estabilidad. La formación de quelatos polidentados da por resultado un compuesto mucho más estable que cuando el metal se une solamente con un átomo ligante (monodentado). Esto se debe sobre todo a efectos entrópicos, ya que después de la primera coordinación las demás etapas suelen producirse liberando los ligandos coordinados anteriormente y aumentando así la entropía del sistema.
La estabilidad de los quelatos varía con el metal y con los átomos ligantes. Por ejemplo, el mercurio y el plomo tienen mayor afinidad por el azufre y el nitrógeno que por el oxígeno. Estas diferencias sirven como base de la acción de los quelantes en el cuerpo humano (DMSA, DMPS, Ácido lipoico, etc.).
Los quelatos resultantes que se forman en el cuerpo son solubles en agua y se excretan intactos en gran parte por la orina, a una velocidad más rápida que la esperada para el metal en sí.

### Agricultura
El quelato de hierro sirve como fuente de hierro en las plantas. Los quelatos de Ni y Zn son importantes para el desarrollo de las plantas y microorganismos del suelo Cuando el metal quelado es introducido en la célula microbiana, este puede participar en actividades como:  (1) conformación de la estructura de proteínas y pigmentos, (2) procesos de oxidación-reducción, (3) regulación de la presión osmótica dentro de la célula manteniendo el balance iónico y (4) actuando como componente enzimático dentro del metabolismo de los organismos que los incorporan, pudiendo afectar de esta manera el ciclo natural de nutrientes que los microorganismos llevan a cabo.

## Factores de uso de quelantes
La eficacia de los quelantes en el tratamiento del envenenamiento por metales pesados depende de varios factores, entre los que se incluyen:
- La afinidad relativa del quelante por el metal pesado.
- La distribución del quelante en el organismo, comparada con la distribución del metal.
- La capacidad del quelante para movilizar al exterior al metal tras la quelación.

## Propiedades de los quelantes
Los quelantes poseen varias propiedades; el quelante ideal debería tener todas las siguientes:
- Alta solubilidad en agua.
- Resistencia a la biotransformación.
- Capacidad para llegar a sitios donde se pudiera acumular el metal.
- Capacidad para formar complejos no tóxicos a partir de metales tóxicos.
- Mantenimiento de su actividad quelante en el pH de los líquidos corporales y excreción rápida del quelato.
- Afinidad elevada por los metales, en comparación con los ligandos endógenos.
- Poca o nula afinidad por el catión calcio Ca2+, dado que este ion tiene una gran disponibilidad para la quelación en el plasma y un quelante puede provocar hipocalcemia a pesar de poseer una elevada afinidad por los metales pesados.

Siempre es difícil extrapolar las interacciones del quelante observadas en experimentos de laboratorio a la situación del organismo vivo, por lo que es importante llevar a cabo observaciones in vivo para determinar la utilidad clínica de estos agentes.

## Usos de los quelantes en medicina
- En el envenenamiento por plomo se utiliza el edetato de calcio disódico (CaNa2Y) o la D-penicilamina.
- En tratamiento de la sobreexposición ocupacional a sustancias radioactivas como plutonio, torio, uranio y radioitrio se utiliza el ácido dietilentriaminopentaacético (DTPA).
- En el envenenamiento por mercurio se emplea dimercaprol (BAL) en casos de exposición grave o en pacientes sintomáticos o D-penicilamina en casos de exposición leve o en pacientes que no presentan síntomas. Así mismo, puede utilizarse un derivado de la penicilamina: la N-acetil-D-penicilamina (NAP) se ha usado con éxito en pacientes que requieren tratamiento contra la intoxicación por mercurio.[5]
- En el debido a arsénico es de utilidad el dimercaprol y la continuación de la terapia se sigue con penicilamina. Así mismo, en caso de síntomatología recurrente puede emplearse un derivado del dimercaprol, el succímero del ácido 2,3 dimercaptosuccínico.
- En la intoxicación por cadmio se administra EDTA en su forma de edetato de calcio disódico. No se utiliza el dimercaprol debido a que se ha observado que incrementa la nefrotoxicidad. La terapia se instaura lo más rápidamente posible porque debido a la distribución del metal puede llegar a sitios donde el quelante no puede alcanzarlo.[6]
- En la enfermedad de Wilson, donde hay un exceso de cobre en el cuerpo, se puede usar la trientina (trietilentetramina).
- En el síndrome por Sensibilidad química múltiple, en el que los enfermos experimentan una hipersensibilidad a agentes externos de uso común tales como el jabón, los perfumes y otros artículos de uso común se puede administrar EDTA.

### Intoxicación por hierro
En la intoxicación por hierro se puede emplear la deferoxamina.

## En química orgánica e inorgánica
- Etilendiamina. Coordina a través de los pares libres de los dos átomos de nitrógeno; los compuestos octaédricos de fórmula general M(en)3n+ son quirales y se pueden separar los enantiómeros.

- DPPE (1,2-bis(difenilfosfino)etileno). Coordina a través de pares libres de electrones de los dos átomos de fósforo; derivados de este compuesto se emplean en algunos catalizadores.

- Oxalato. Sales del ácido oxálico.

En síntesis orgánica han adquirido un interés especial los ligandos quelantes quirales ya que se emplean a menudo en los catalizadores empleados para obtener productos quirales como el catalizador de Wilkinson.